# Veér Farkas
Körös-tarcsai Veér Farkas (avagy Weér, 1801. január 11. – 1867. március 24.) politikus, Belső-Szolnok vármegye főispánja.

## Életrajza
A köröstarcsai Veér/Weér családból származott, amit egyik őse, Veér András 1472-ben kapott adományul Mátyás királytól szolgálataiért cserébe. Sírfeliratán születési dátumként 1801. január 11-e van feltüntetve, habár némely források 1799-re teszik születése évét, hónap és nap megjelölése nélkül.
A család számos birtoka közül Farkas leginkább Sófalván lakott. Tanulmányait Kolozsváron és Marosvásárhelyen végezte, ahol jogi diplomát szerzett. 1830-ban lépett politikai pályára, mint a vármegyei ellenzék vezére. 1831-ben, mint „vándorpatrióta”, a környező vidéket járva buzdított a kormány ellen. Az 1834-1837-es, az 1841-es, majd az 1846-1849-es országgyűléseken megyéje követe volt, ahol az ellenzéki szabadelvűek közt foglalt helyet. Szép hangja és éles meglátásai kedvelt szónokká tették. A Batthyány-kormány megalakulása után nem sokkal, 1848. július 5-én kinevezték Farkast Belső-Szolnok vármegye főispánjának. 1848 novemberében Karl von Urban császári altábornagy fogságába került, aki Kolozsvárra vitette. Mivel a várost alig több, mint egy hónappal később, karácsony napján Bem seregei felszabadították, hamar kiszabadult és folytathatta munkáját. A világosi fegyverletétel után visszavonult birtokaira gazdálkodni.
Az 1861-ben újból összehívott országgyűlés ismét kinevezte vármegyéje főispánjává, amiről a törvényhozás jogellenes feloszlatása miatt kinevezése után kilenc hónappal lemondott. A parlamentben a Felirati Párt (Deák) híve volt. Az 1865-ben újfent összehívott országgyűlés ismételten megtette Belső-Szolnok főispánjává, mely tisztséget azután haláláig viselt a Deák Párt színeiben.
Testét a kodori családi kriptában helyezték örök nyugalomra.

## Emlékezete
1868. január 20-án helyezték el a Kovács Mihály festette arcképét a megyei közgyűlés tanácstermében, Désen, ahol Gajzágó Salamon mondott beszédet az alkalomból.